# サウスキングスタウン (ロードアイランド州)
サウスキングスタウン（英: South Kingstown）は、アメリカ合衆国ロードアイランド州のワシントン郡にある町。人口は3万1931人（2020年）。陸地と水域を合わせた総面積では州内で最大の自治体（市と町）である。

## 歴史
サウスキングスタウンの町は、1722年に元のキングスタウンがノースキングスタウンとサウスキングスタウンに分かれて誕生した。サウスキングスタウンは1723年に法人化され、イングランド王チャールズ2世（在位1660年-1685年）を称えて名付けられていた。1888年、ペタクァムスカット川の東岸に沿ってナラガンセット湾岸まで走る帯状の土地が分離され、ナラガンセット町が作られた。

## 地理
アメリカ合衆国国勢調査局に拠れば、市域全面積は79.83平方マイル (206.6 km2)であり、このうち陸地57.1平方マイル (147.9 km2)、水域は22.7平方マイル (58.7 km2)で水域率は28.41%である。
サウスキングスタウンの町内にはキングストン、ウェストキングストン、ウェイクフィールド、ピースデール、スナッグハーバー、タッカータウン、イーストマタナック、マタナック、グリーンヒル、ペリービルの各ビレッジが入っている。ピースデールとウェイクフィールドは、ウェイクフィールド・ピースデールと呼ばれる国勢調査指定地域（CDP）として扱われている。特徴ある地形として見なされる小規模地域では、オーシャンリッジ、インディアン湖、カーティスコーナー、トーリーヒルがあるが、公式の区分ははっきりしていない。ナロー川の西岸にあるミドルブリッジは町の中でも人口密度が高い地区である。ワシントン郡の地理的重心がサウスキングスタウンの町内にあり、ポーカタック川の作るリッチモンド町との境界から数フィートしか離れていない。

### 隣接する町
- チャールズタウン - 西
- エクセター - 北
- ナラガンセット - 東
- ノースキングスタウン - 北
- リッチモンド - 西

サウスキングスタウンの南は大西洋に接している。

## 芸術と文化
町内の美術画廊には、ヘラ・ギャラリー（ウェイクフィールド）、サウスカウンティ芸術協会（キングストン）、コートハウス芸術センター（ウェストキングストン）がある。劇場としては現代劇場（ウェイクフィールド）、シアター・バイ・ザ・シー（マタナック）およびコートハウス芸術センターがある。映画館はサウスカウンティ・シネマ8（ウェイクフィールド）のみであり、2000年代初期まであった独立運営のキャンパス・シネマに代わった。音楽などエンタテインメントの会場は多く、ロードアイランド大学のライアンセンターや、リリーパッズ（ピースデール）とコートハウス芸術センターのような小さな会場もある。
芸術と文化の教育もウェイクフィールドのギルド・アンド・シニア・センターのような地域社会の会館で行われている。キングストン、マタナック、ピースデールには公共図書館がある。

### 博物館
ペタクァムスカット歴史協会博物館はキングストン・ビレッジにあり、元の監獄ビルを使い、初期アメリカの美術品を集めている。

### 見どころ

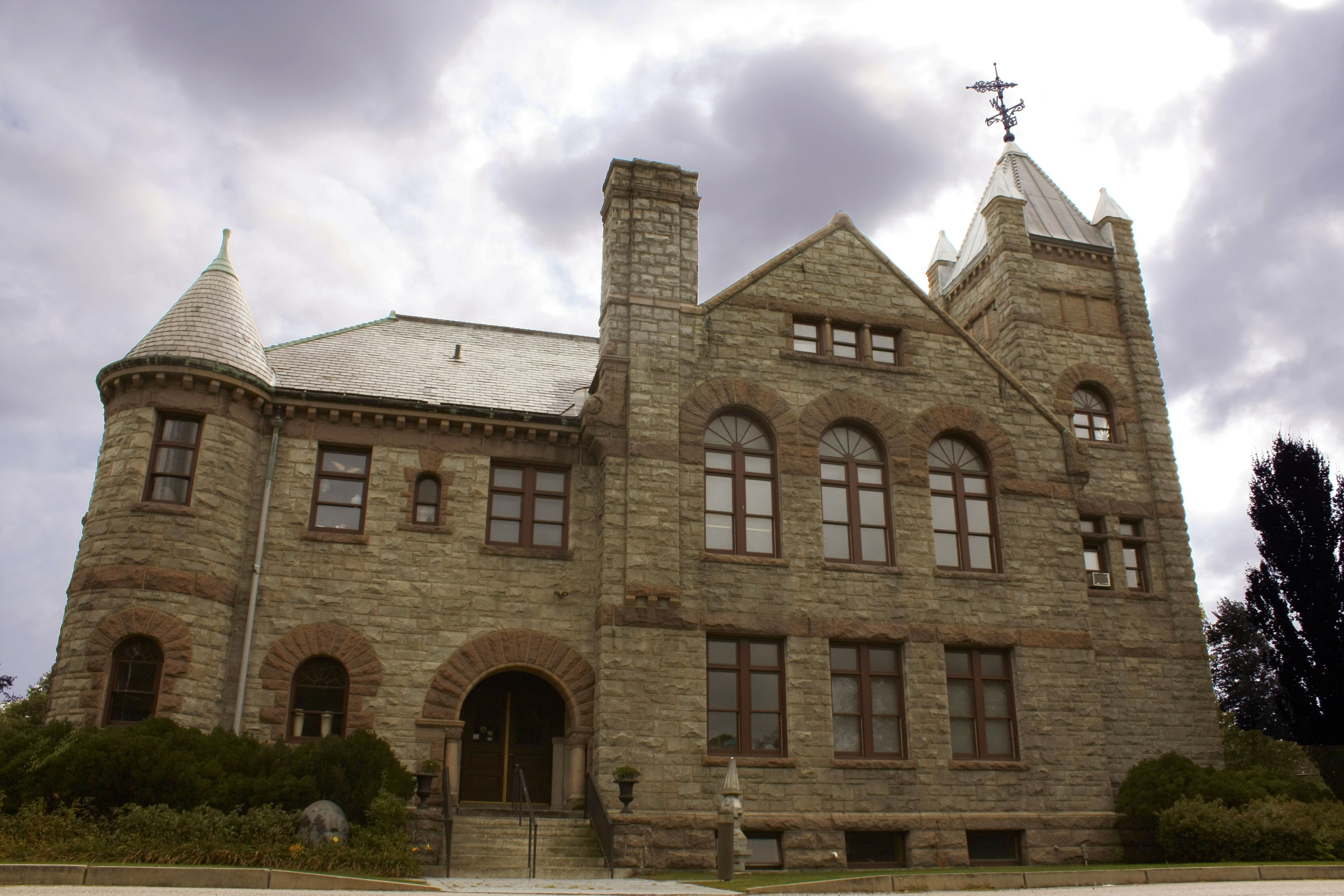
ワシントン郡庁舎

サウスキングスタウンでは、フィリップ王戦争の1675年に、犠牲者を多く出した大湿地戦闘、あるいは大湿地虐殺が起きた。その戦場跡は高さ約20フィート (6 m) の粗い花崗岩柱で記念されている。この柱が立っている塚の周りには、4つの花崗岩製標識があり、それぞれ戦闘に参加した植民地の名前が彫られている。
サウスキングスタウン町内にはアメリカ合衆国国家歴史登録財に指定される場所と地区が31か所あり、その中で歴史地区は下記4地区である。
- キングストン・ビレッジ歴史地区、キングストン・ビレッジにある
- ピースデール歴史地区、ピースデール・ビレッジにある
- アスクポーグ道路歴史地区、 アスクポーグ・ビレッジ近くにある
- ウェイクフィールド歴史地区、ウェイクフィールド・ビレッジにある

## 町政府
サウスキングスタウンは以前に、ニューイングランドの多くの町と同様にタウンミーティング形式を採っていたが、人口が約3万人になったところで秩序ある形にするために、町政委員会・マネジャー方式に切り替えた。

### 公園とレクリエーション
サウスキングスタウンには10マイル (16 km) 以上にわたって、障害の無い海浜がある。

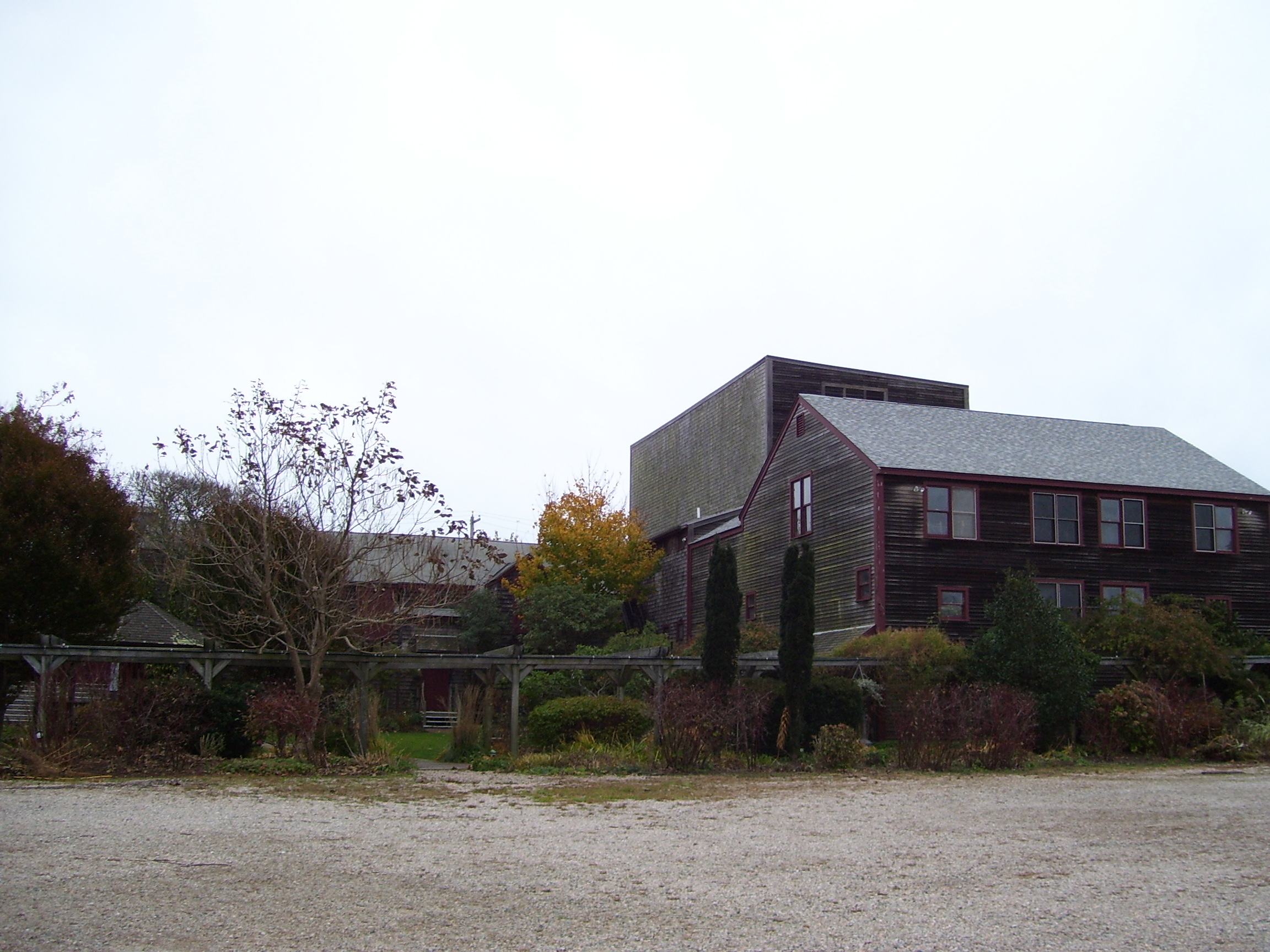
シアター・バイ・ザ・シー

## 警察

### 町警察
サウスキングスタウン町内の警察は、ウェイクフィールドにあるサウスキングスタウン警察署が担当している。

### 州警察
ノースキングスタウンを本拠にするロードアイランド州警察ウィックフォード・バラックが地域を管轄している。

## 教育
町内の公共教育はサウスキングスタウン教育学区が管轄している。幼稚園児から12年生までを教える9つの学校がある。

### 幼稚園前
- サウスキングスタウン・インクルージョナリー就学前学校、ウェイクフィールドにある

### 小学校
- マタナック小学校、マタナックにある
- ピースデール小学校、ピースデールにある
- ウェイクフィールド小学校、ウェイクフィールドにある
- ウェストキングストン小学校、ウェストキングストンにある

### 中学校
- ブロードロック中学校、ウェイクフィールドにある
- カーティスコーナー中学校、ウェイクフィールドにある

### 高校
- インデペンデンス・トランジション・アカデミー、キングストンにある
- サウスキングスタウン高校、ウェイクフィールドにある

### カレッジと大学
ロードアイランド大学がキングストン・ビレッジにある。

## 健康と医療
サウスカウンティ病院がウェイクフィールドにある。

## インフラ

### 交通

#### 道路
アメリカ国道1号は全長2,369マイル (3,790 km) の国道であり、そのうち12.3マイル (20 km) がサウスキングスタウン町の南部と東部を通っている。中央分離帯付き道路であり、町内では2つの部分がある。町の南西のチャールズタウンから入って北東に7.7マイル (12.3 km) 走ってナラガンセット町に入り、再度サウスキングスタウンに入って来て北に4.6マイル (7.4 km) 走ってノースキングスタウンに入る。最後の0.3マイル (500 m) はロードアイランド州道138号線と合流する。途中で交差するのは、州道1号線代替路、同108号線、同110号線、同138号線である。
チャールズタウンとの町境から州道108号線との交差点まで、オリバー・ハザード・ペリー代将ハイウェイと呼ばれる。州道108号線との交差点からノースキングスタウンとの町境までは、タワーヒル道路と呼ばれる。
 ロードアイランド州道1号線代替路は、全長39.6マイル (63 km) の州道であり、町内には8.6マイル (14 km) が通っている。大半が国道1号線と並行しており、大きく4つの部分に分かれる
町の南西のチャールズタウンから入ってグリーンヒルを0.9マイル (1.4 km) 通り、国道1号線と交差する。この部分はポスト道路と呼ばれる。国道1号線で短区間北に行き、1号線代替路に戻るのはUターンすることになる。2番目の部分はこの点から2.1マイル (3.4 km) 走って再度国道1号線と交差してペリービルのビレッジを抜ける。その先は州道110号線と交差する。この部分もポスト道路と呼ばれる。再度国道1号線に合流した後に出口がある。3番目の部分はこの出口から1.15マイル (1.8 km) 並行し、再度国道1号線と交差する。この部分もポスト道路と呼ばれる。国道1号線で短区間北に行き、1号線代替路に戻るのはまたUターンすることになる。この交差点から4番目の部分が2マイル (3.2 km) 進んで州道108号線と合う。そこから108号線と合流して右に折れ、0.5マイル (0.8 km) 進み、ナラガンセット町との境になる。この部分はウェイクフィールド・ビレッジを抜けている。国道1号線からサウス道路との交差点までもポスト道路と呼ばれる。サウス道路との交差点から州道108号線との交差点まで、メインストリートと呼ばれる。州道108号線と合流した部分はキングスタウン道路と呼ばれる。
 ロードアイランド州道2号線は、全長36マイル (58 km) の州道であり、町内には9.6マイル (15 km) が通っている。南のリッチモンド町から町内に入り、北のエクセター町の境に向かう。途中で州道138号線と交差する。全線でサウスカウンティ・トレイルと呼ばれる。
 ロードアイランド州道108号線は、全長8.6マイル (14 km) の州道であり、町内には4マイル (6 km) が通っている。キングストン・ビレッジの州道138号線との交差点が北端であり、南のナラガンセットとの町境に向かい、最後の0.5マイル (0.8 km) は州道1号線代替路と重なる。ロードアイランド大学とナラガンセットの海浜との主要地方道であり、途中でピースデールとウェイクフィールドを抜ける。全線でキングスタウン道路と呼ばれる。
 ロードアイランド州道110号線は、全長6.1マイル (10 km) の州道であり、町内に全線が通っている。北端はキングストン・ビレッジの州道138号線であり、南端はペリービルの国道1号線である。全線でミニステリア道路と呼ばれる。
 ロードアイランド州道138号線は、全長45.2マイル (77 km) の州道であり、町内には8.9マイル (14 km) が通っている。西のリッチモンド町から入り、8.6マイル (13.8 km) 進んで国道1号線と交差し、最後の0.3マイル (0.5 km) は国道1号線に合流してノースキングスタウンに出ていく。途中で州道2号線、同110号線、同108号線、国道1号線と交差する。アスクポーグ、ウェストキングストン、キングストンのビレッジを通過する。サウスキングスタウンとロードアイランド大学を、州間高速道路95号線やナラガンセット湾沿いのジェイムズタウン、ニューポート市とを繋ぐ主要道である。アムトラックの北東回廊の停まる歴史あるキングストン駅とも繋いでいる。リッチモンド町境から州道108号線と交差する点まではキングストン道路と呼ばれる。そこから国道1号線と交差する点まではムーアズフィールド道路と呼ばれる。国道1号線と合流した区間はタワーヒル道路と呼ばれる。

#### 鉄道
旅客鉄道はキングストン駅からアムトラックの列車を利用できる。アムトラック・北東回廊のノースイースト・リージョナル号が停まる。この列車はボストンの南駅が北の終点であり、途中でプロビデンスに停まり、南端はワシントンのユニオン駅である。ニューヘイブン、ニューヨーク、フィラデルフィア、ウィルミントン、ボルチモアにも停車する。

#### 公共交通機関
サウスキングスタウンの公共交通はロードアイランド公共交通局が提供している。以下のルートが町内を通る。
- 64系統、ニューポート / ロードアイランド大学[11]

- 65系統、ウェイクフィールド急行 - [12]

- 66系統、ロードアイランド大学 / ガリリー - [13]

### ユーティリティ

#### 電力
電力はナショナル・グリッドが提供している。

#### 電話
地方と遠距離の電話はベライゾン・ニューイングランドが提供している。

## 著名な出身者
- ケイト・フレンチ、女優、子供の時にサウスキングスタウンに住んだ
- ジュンパ・ラヒリ、小説家、サウスキングスタウンで育った[14]
- オリバー・ハザード・ペリー、アメリカ海軍の代将、サウスキングスタウンで生まれた[15]